# Metody (Menzak)
Metody, imię świeckie: Mychajło Nikołajewicz Menzak (ur. 15 października?/28 października 1914 w Russkim Waniłowie, zm. w nocy z 22 na 23 października 1974 w Omsku) – biskup Rosyjskiego Kościoła Prawosławnego. 

## Życiorys
Urodził się w rodzinie chłopskiej. W wieku szesnastu lat wstąpił jako posłusznik do skitu w Kosznej. W 1932 został przeniesiony do monasteru św. Jana Teologa w Kryszczatyku. Dziesięć lat później złożył wieczyste śluby zakonne, przyjmując imię Metody na cześć św. Metodego. 24 grudnia 1944 biskup czernowiecki i bukowiński Teodozjusz wyświęcił go na hierodiakona, zaś 22 kwietnia 1945 – na hieromnicha, po czym skierowany do parafii św. Michała Archanioła w Podlesnym jako jej proboszcz. W 1952 został przyjęty na III rok nauki w seminarium duchownym w Moskwie, które ukończył w 1954. 
W 1958 uzyskał tytuł naukowy kandydata nauk teologicznych w Moskiewskiej Akademii Duchownej, został zatrudniony w Akademii jako wykładowca liturgiki i ustawu cerkiewnego. W 1959 został inspektorem seminarium duchownego w Saratowie. 9 grudnia tego samego roku powierzono mu funkcję rektora Wołyńskiego Seminarium Duchownego (w Łucku). 19 grudnia tego samego roku otrzymał godność archimandryty.  
29 sierpnia 1962 miała miejsce jego chirotonia na biskupa rówieńskiego, w której jako konsekratorzy wzięli udział metropolita leningradzki i ładoski Pimen, arcybiskup jarosławski i rostowski Nikodem oraz arcybiskup Aleutów i Ameryki Północnej Jan. Po dwóch latach został przeniesiony na katedrę czerniowiecką i bukowińską, zaś w 1967 - wołogodzką i wielkoustiuską. W 1972 otrzymał godność arcybiskupa i został ponownie przeniesiony na katedrę omską i tiumeńską. Cieszył się znacznym autorytetem wśród podległego mu duchowieństwa oraz wśród wiernych eparchii. Lokalne władze uznawały go za lojalnego. 
W nocy z 22 na 23 października 1974 arcybiskup Metody został zamordowany w swoim mieszkaniu w domu eparchialnym. Zabójca zadał duchownemu szereg ciosów brązową statuetką i nożyczkami, złamał mu kark, po czym udusił sznurem od lampy. Ciało duchownego odnaleziono następnego dnia. 
Metody (Menzak) został pochowany 27 października 1974 na cmentarzu w Czerniowcach po odprawionym dzień wcześniej nabożeństwie w soborze katedralnym w Omsku, jakie odprawił patriarcha Moskwy i całej Rusi Pimen. 
W 1980 sąd rejonowym w Kujbyszewie skazał Borisa Kiriejewa na dziesięć lat kolonii karnej za zabójstwo arcybiskupa Metodego. Przebieg śledztwa i procesu wzbudził jednak liczne wątpliwości. 